# Five Finger Islands Lighthouse
Five Finger Islands Lighthouse ist ein Leuchtturm (englisch Lighthouse) in Alaska. Er steht auf der südlichsten der Five Finger Islands, fünf Felseninseln zwischen der Stephens Passage und dem Frederick Sound.

## Geschichte
Der Klondike-Goldrausch machte die Inside Passage in den 1890er Jahren zu einem wichtigen Seeweg von und nach Alaska. Durch felsige Küsten, eine starke Gezeitenströmung, häufigen Regen und Nebel war die Navigation in der Passage besonders anspruchsvoll. Bis 1898 wurden bereits mehr als 300 Schiffsunfälle gezählt und aus diesem Grund wurden Forderungen nach Schifffahrtszeichen laut. In einem Bericht an den Kongress der Vereinigten Staaten gab der Leiter des Thirteenth Lighthouse Districts zwei Stationen die höchste Priorität: Sentinel Island und Five Finger Islands. Der Kongress bewilligte daraufhin den Bau dieser Leuchttürme. Beide Leuchtfeuer gingen am 1. März 1902 in Betrieb. In den kommenden drei Jahren wurden dann noch sieben weitere Leuchttürme in der Inside Passage errichtet.

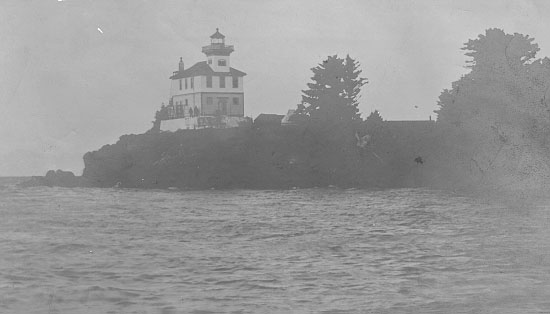
Das Leuchtturmgebäude von 1902

Der 1902 errichtete Leuchtturm war aus Holz mit einem Haus für die Leuchtfeuerwärter. In der stählernen Laterne war eine Fresnel-Linse vierter Ordnung installiert. Im Dezember 1933 wurde das Bauwerk durch ein Feuer komplett zerstört. Nur das Bootshaus und ein Werkstattschuppen sind erhalten geblieben.
Der neue Turm auf Five Finger Islands entstand 1935 im Art-déco-Stil aus Beton und das Leuchtfeuer wurde am 16. Dezember 1935 wieder in Betrieb genommen. Als letzter Leuchtturm in Alaska war er bis zum 14. August 1984 bemannt. 1997 wurde die Zuständigkeit an die Juneau Lighthouse Association übertragen und die alte Optik durch eine VRB-25 ersetzt.
Am 12. Mai 2004 wurden der Leuchtturm und die alten Nebengebäude unter der Bezeichnung Five Finger Light Station als Historic District anerkannt und in das National Register of Historic Places aufgenommen.